# 美偉人伝 (テレビ番組)
『美偉人伝』（びじんでん）は、2021年11月12日よりU-NEXTで配信されているバラエティ番組である。媒体によっては「ニューヨークの美偉人伝」とも記述される。毎月第2、第4金曜配信。2022年4月22日に最終回。

## 概要
お笑い芸人・ニューヨークが、「一世を風靡した美女」をゲストに招き、「その驚くべき伝説」を紐解くトーク番組。伝説トークのあとは美女をより輝かせるため、ひな壇に座って聞いていた美容整形、出版、映像のプロたちが、本人も驚くプロジェクトを勝手に提案するのがお決まりとなっている。プロジェクトにかかる費用は専門家側もしくは番組が負担し、美偉人は資金負担することはない。これらトンデモ提案に対して美偉人は選択権があり、1つでも全てを選択することもできる。またすべてを拒否することもできる。選択した場合はその後の進捗模様もドキュメンタリーとして追いかける。
専門家は回によって異なるが、久保雄司（美容師）、箕輪厚介（幻冬舎編集者）、細井龍（美容外科医）、野本ダイトリ（ソフト・オン・デマンド社長、映像監督）、Love Me Do（占い）。
初回配信にはさとう珠緒が出演した。

## 出演者
- ニューヨーク（MC）
- ゆうちゃみ（アシスタント）

## 配信内容
- #1 美偉人・さとう珠緒　元祖あざとい女伝説
- #2 美偉人・杉本有美　特撮、月9、大河ドラマ、写真集伝説
- #3 美偉人・道端アンジェリカ　超ストイック生活伝説
- #4 美偉人・岩崎恭子　金メダルフィーバーと姉との確執伝説
- #5 美偉人・大島麻衣　AKB時代と港区女子伝説
- #6 美偉人・坪井保菜美　フェアリージャパンサバイバル伝説
- #7 美偉人・杏さゆり　グラビア絶頂期とDV被害伝説[3]
- #8 美偉人・藤森安奈　女子100m日本学生チャンピオン伝説[4]
- #9 美偉人・KONAN　ファンも知らない衝撃伝説
- #10 美偉人・小阪由佳　洗脳20キロ激太り波乱万丈伝説
- #11 美偉人・あべみほ　過激グラビア伝説
- #12 美偉人・竹内渉　韓国で口説かれた美尻伝説[5]